# Società Sportiva Atletico Catania 1997-1998
Questa voce raccoglie le informazioni riguardanti la Società Sportiva Atletico Catania nelle competizioni ufficiali della stagione 1997-1998.

## Rosa
| N. |                   | Ruolo | Calciatore        |
| -- | ----------------- | ----- | ----------------- |
|    | Italia (bandiera) | P     | Carmine Amato     |
|    | Italia (bandiera) | C     | Graziano Beltrami |
|    | Italia (bandiera) | C     | Davide Bombardini |
|    | Italia (bandiera) | C     | Luigi Bugiardini  |
|    | Italia (bandiera) | C     | Vladimiro Caramel |
|    | Italia (bandiera) | A     | Claudio Cecchini  |
|    | Italia (bandiera) | D     | Andrea Cuicchi    |
|    | Italia (bandiera) | D     | Dario Dossi       |
|    | Italia (bandiera) | A     | Antonino Gulino   |
|    | Italia (bandiera) | D     | Pietro Infantino  |
|    | Italia (bandiera) | A     | Franco Lerda      |
|    | Italia (bandiera) | A     | Umberto Marino    |
|    | Italia (bandiera) | C     | Massimo Mariotto  |

| N. |                   | Ruolo | Calciatore               |
| -- | ----------------- | ----- | ------------------------ |
|    | Italia (bandiera) | C     | Santo Matinella          |
|    | Italia (bandiera) | C     | Marco Moro               |
|    | Italia (bandiera) | D     | Salvatore Antonio Nobile |
|    | Italia (bandiera) | P     | Marco Onorati            |
|    | Italia (bandiera) | C     | Daniele Patti            |
|    | Italia (bandiera) | D     | Fabio Pittilino          |
|    | Italia (bandiera) | C     | Angelo Sandri            |
|    | Italia (bandiera) | D     | Massimo Savio            |
|    | Italia (bandiera) | A     | Oreste Sicali            |
|    | Italia (bandiera) | D     | Paolo Sopranzetti        |
|    | Italia (bandiera) | P     | Giovanni Sulcis          |
|    | Italia (bandiera) | D     | Fabio Timoniere          |

## Risultati

### Campionato

#### Girone di andata
| 31 agosto 1997 1ª giornata | Lodigiani | 0 – 0 | Atletico Catania |  |

| 7 settembre 1997 2ª giornata | Atletico Catania | 3 – 0 | Ischia Isolaverde |  |

| 14 settembre 1997 3ª giornata | Fermana | 1 – 0 | Atletico Catania |  |

| 21 settembre 1997 4ª giornata | Atletico Catania | 1 – 2 | Nocerina |  |

| 28 settembre 1997 5ª giornata | Acireale | 1 – 0 | Atletico Catania |  |

| 5 ottobre 1997 6ª giornata | Atletico Catania | 0 – 1 | Cosenza |  |

| 12 ottobre 1997 7ª giornata | Avellino | 1 – 1 | Atletico Catania |  |

| 19 ottobre 1997 8ª giornata | Atletico Catania | 2 – 0 | Palermo |  |

| 26 ottobre 1997 9ª giornata | Atletico Catania | 1 – 1 | Casarano |  |

| 9 novembre 1997 10ª giornata | Battipagliese | 0 – 0 | Atletico Catania |  |

| 16 novembre 1997 11ª giornata | Atletico Catania | 0 – 0 | Juve Stabia |  |

| 23 novembre 1997 12ª giornata | Savoia | 1 – 1 | Atletico Catania |  |

| 30 novembre 1997 13ª giornata | Atletico Catania | 2 – 1 | Gualdo |  |

| 14 dicembre 1997 14ª giornata | Turris | 2 – 0 | Atletico Catania |  |

| 21 dicembre 1997 15ª giornata | Ternana | 1 – 1 | Atletico Catania |  |

| 28 dicembre 1998 16ª giornata | Atletico Catania | 0 – 0 | Ascoli |  |

| 11 gennaio 1998 17ª giornata | Giulianova | 3 – 2 | Atletico Catania |  |

#### Girone di ritorno
| 18 gennaio 1998 18ª giornata | Atletico Catania | 1 – 0 | Lodigiani |  |

| 25 gennaio 1998 19ª giornata | Isola d'Ischia | 2 – 1 | Atletico Catania |  |

| 1º febbraio 1998 20ª giornata | Atletico Catania | 1 – 3 | Fermana |  |

| 8 febbraio 1998 21ª giornata | Nocerina | 0 – 0 | Atletico Catania |  |

| 15 febbraio 1998 22ª giornata | Atletico Catania | 0 – 0 | Acireale |  |

| 22 febbraio 1998 23ª giornata | Cosenza | 0 – 0 | Atletico Catania |  |

| 1º marzo 1998 24ª giornata | Atletico Catania | 1 – 0 | Avellino |  |

| 8 marzo 1998 25ª giornata | Palermo | 1 – 0 | Atletico Catania |  |

| 15 marzo 1998 26ª giornata | Casarano | 0 – 1 | Atletico Catania |  |

| 22 marzo 1998 27ª giornata | Atletico Catania | 2 – 1 | Battipagliese |  |

| 5 aprile 1998 28ª giornata | Juve Stabia | 0 – 1 | Atletico Catania |  |

| 11 aprile 1998 29ª giornata | Atletico Catania | 0 – 1 | Savoia |  |

| 19 aprile 1998 30ª giornata | Gualdo | 0 – 1 | Atletico Catania |  |

| 26 aprile 1998 31ª giornata | Atletico Catania | 4 – 1 | Turris |  |

| 3 maggio 1998 32ª giornata | Atletico Catania | 3 – 1 | Ternana |  |

| 10 maggio 1998 33ª giornata | Ascoli | 1 – 1 | Atletico Catania |  |

| 17 maggio 1998 34ª giornata | Atletico Catania | 1 – 0 | Giulianova |  |